# جون ميتز شنايدر
جون ميتز شنايدر هو شخصية أعمال كندي، ولد في 17 فبراير 1859 في كيتشنر في كندا، وتوفي بنفس المكان في 23 فبراير 1942.